# Maid of the Mist

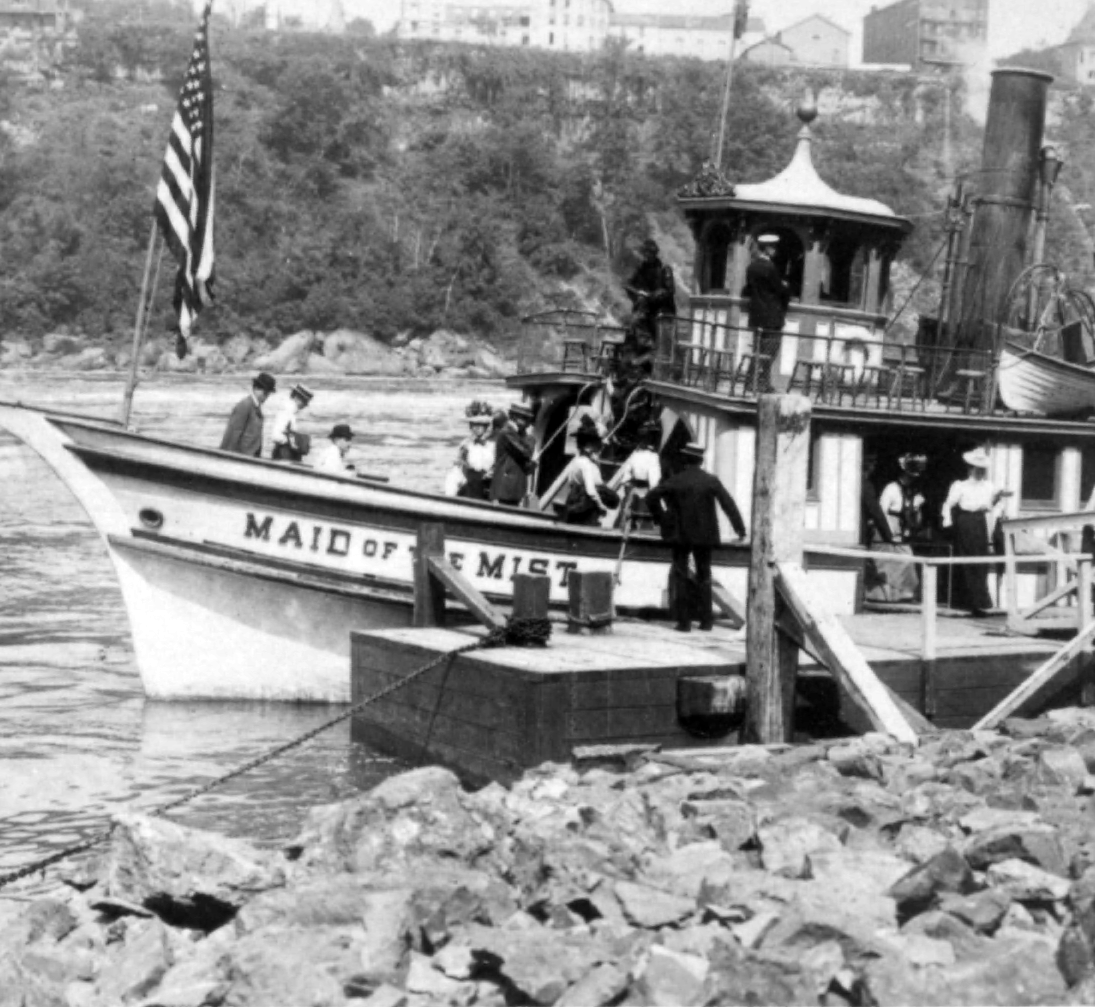
Maid of the Mist I, đóng năm 1885

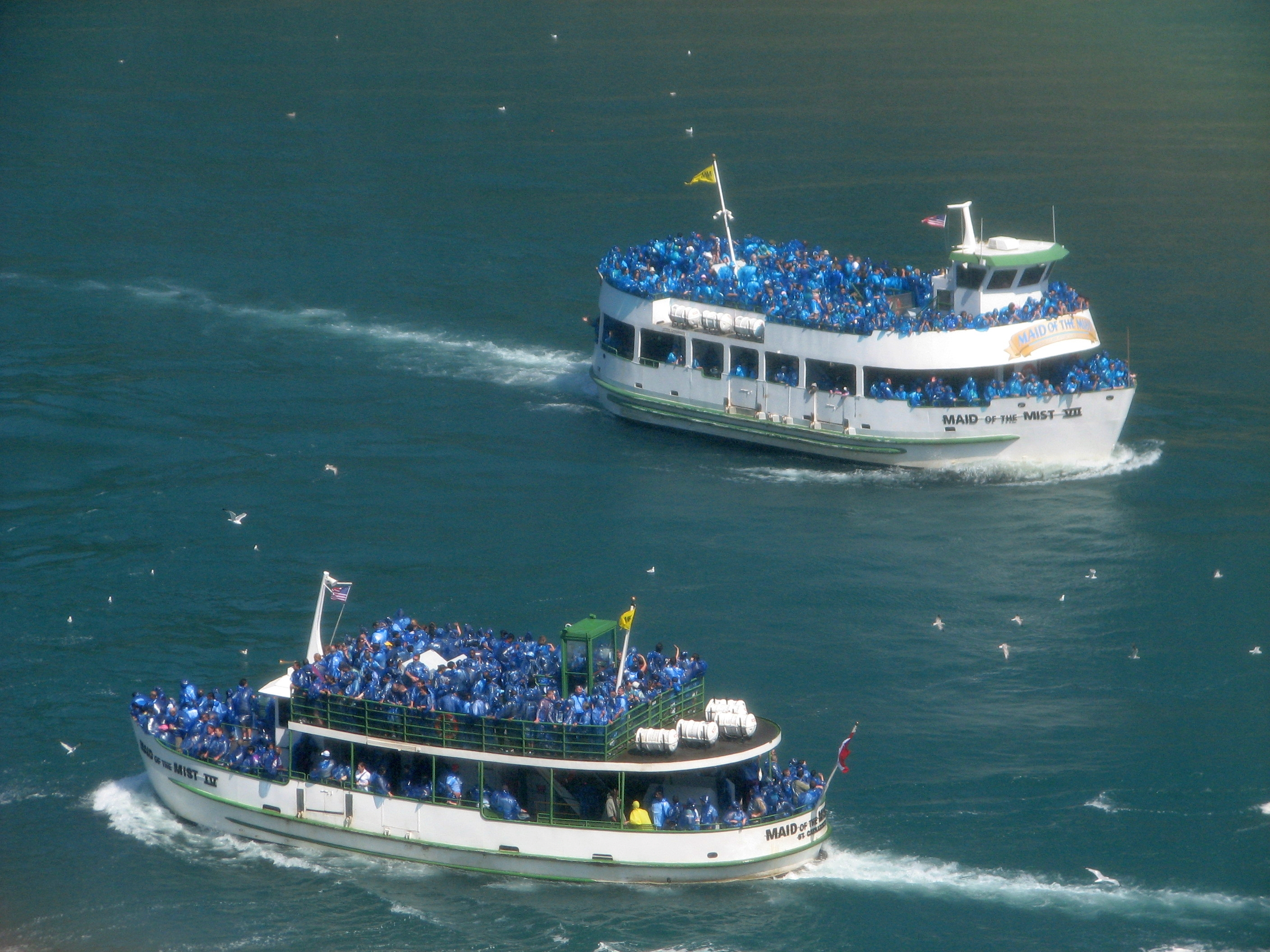
Maid of the Mist IV (phía trước, đóng năm 1976) và Maid of the Mist VII (đằng sau, đóng năm 1997)

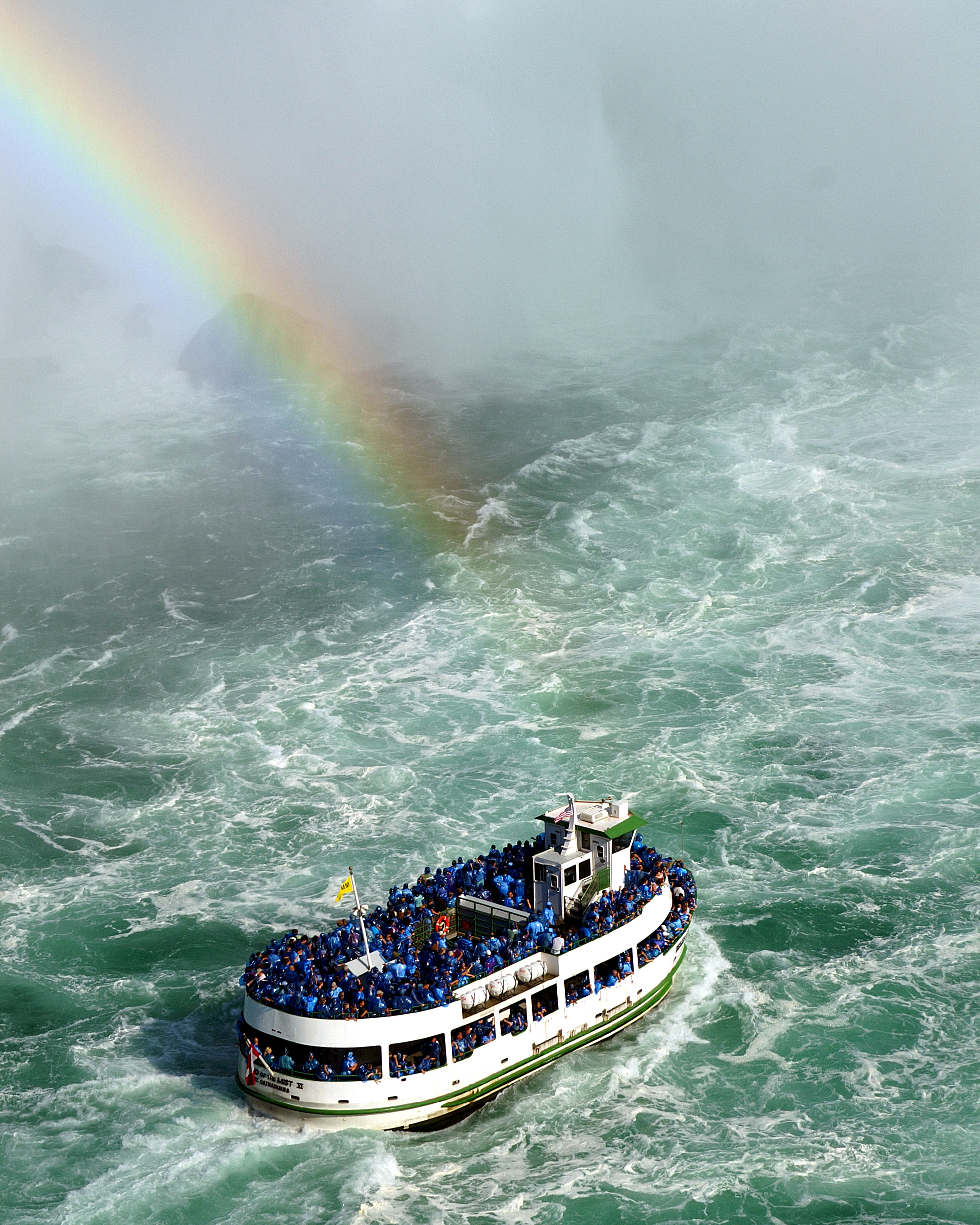
Một chiếc thuyền qua màn nước

Maid of the Mist là tên của một tour thuyền chạy đến thác Niagara. Chuyến du lịch bằng thuyền này có từ năm 1846 là một trong những chuyến du lịch có liên tục, lâu đời nhất thế giới. Tour này được cung cấp bởi một công ty gia đình, có trụ sở tại Canada, nhưng lại thuộc một gia đình người Hoa Kỳ. Trong năm 2012 những chiếc thuyền Maid of the Mist IV, Maid of the Mist V, Maid of the Mist VI và Maid of the Mist VII, có thể chuyên chở mỗi chiếc từ 300 đến 600 hành khách.

## Thuyền
- Maid of the Mist IV. Sức chứa 300 hành khách. Khởi hành từ Mỹ.
- Maid of the Mist V. Sức chứa 300 hành khách. Khởi hành từ Mỹ.
- Maid of the Mist VI. Sức chứa 582 hành khách. Khởi hành từ Canada.
- Maid of the Mist VII. Sức chứa 582 hành khách. Khởi hành từ Canada.[1]